# 즈고젤레츠
즈고젤레츠(폴란드어: Zgorzelec, 독일어: Görlitz, 고지 소르브어: Zhorjelc)는 폴란드 남서부 돌니실롱스크주에 위치한 도시로, 면적은 15.88km2, 인구는 31,684명(2010년 기준), 인구 밀도는 2,000명/km2이며 나이세강과 접한다. 1975년부터 1998년까지는 옐레니아구라주에 속해 있었지만 현재는 돌니실롱스크주에 속한다.
1945년에 독일과 폴란드 사이에 새로 그어진 국경선인 오데르-나이세선이 확정된 뒤에 독일의 도시인 괴를리츠 동반부가 폴란드에 편입되면서 신설되었다.

## 자매 도시
- 독일 괴를리츠
- 프랑스 아비옹
- 그리스 나우사
- 우크라이나 미르호로드